# قويشتي
قويشتي هي كميونة في مقاطعة دولج، رومانيا. عدد السكان 3390 نسمة. تقوم بإدارة 13 قرية: أدنكاتا، فنتاني، قويشتي، جروتسا، ماليشتي، موغوشيشتي، موريني، بيوريشتي، بوميتيشتي، بوبيزا، تسندارا، فلاديمير، زلاتاري.